# 功夫格鬥
《功夫格鬥》 （英語：Kung Fu Fighting）是卡爾·道格拉斯在1974年發表的單曲，這首歌是一個1970年代迪斯可早期風格的歌曲。